# Miguel Marín Bosch
Miguel Marín Bosch (Ciudad de México; 13 de mayo de 1942-abril de 2017), diplomático mexicano retirado, fue miembro de la Delegación de México en reuniones y conferencias en varios países, relacionadas con el desarme y la seguridad internacional.

## Carrera
Su carrera Diplomática la inició con el nombramiento temporal de Vicecónsul, posteriormente obtuvo el nombramiento definitivo de Vicecónsul, después de haberse presentado al Concurso Público de Ingreso al Servicio Exterior Mexicano en 1970, en el que obtuvo el primer lugar. Ascendió por escalafón a Tercer, Segundo y Primer Secretario; Consejero y Ministro Consejero. Historiador de formación, obtuvo un máster y un doctorado en Historia por las universidades de Yale y Columbia, respectivamente.
Colaboró estrechamente con los embajadores Alfonso García Robles, premio Nobel de la Paz en 1982 y principal arquitecto del Tratado para la Proscripción de las Armas Nucleares en la América Latina y el Caribe, conocido como el Tratado de Tlatelolco, y Jorge Castañeda y Álvarez de la Rosa, secretario de Relaciones Exteriores del gobierno de José López Portillo.
Desempeñó múltiples cargos en la Cancillería mexicana, incluyendo el de Secretario Particular del Secretario de Relaciones Exteriores; Representante Permanente Alterno ante la Organización de las Naciones Unidas; Representante Permanente ante los Organismos Internacionales con sede en Ginebra, Suiza; Cónsul general de México en Barcelona y subsecretario para África, Asia-Pacífico, Europa y Naciones Unidas.
Representó a México en más de 80 reuniones internacionales, como la Asamblea General de Naciones Unidas, el Consejo Económico y Social, la Comisión de Desarme, la Conferencia de Desarme, la Comisión sobre la Utilización del Espacio Ultraterrestre con Fines Pacíficos, la Conferencia de Examen del Tratado sobre la No Proliferación de las Armas Nucleares y la Comisión Preparatoria para la Prohibición de las Armas Químicas. 
En 1994 presidió el Comité de la Conferencia de Desarme encargado de la negociación del Tratado para la Prohibición Completa de los Ensayos Nucleares. Fue galardonado con el Premio Josephine Pomerance 1995 de la Organización de Naciones Unidas (ONU) por su trayectoria a favor del desarme mundial.
En 2000 formó parte de la Junta Consultiva para Asuntos de Desarme del Secretario General de la ONU. En 2002 presidió a un Grupo de expertos gubernamentales de diferentes regiones y sistemas de educación que desarrollaron el “Estudio de las Naciones Unidas sobre educación para el desarme y la no proliferación”, un informe de las Naciones Unidas sobre educación para el desarme.
En noviembre de 2002 dejó de ocupar la Subsecretaría para África, Asia-Pacífico, Europa y Naciones Unidas. El periódico El Universal señaló el 21 de abril de 2003 que aun cuando la razón oficial fue su jubilación, en los pasillos de la cancillería se mencionó que el problema fue su desacuerdo de la política de Jorge Castañeda Gutman, Secretario de Relaciones Exteriores de 2000 a 2003, hacia Estados Unidos.
Marín Bosch regresó temporalmente de su retiro para fungir como Director del Instituto Matias Romero, la Academia Diplomática de México, de agosto de 2005 a junio de 2007.
Ha publicado en revistas especializadas artículos sobre historia de México y de Brasil, las Naciones Unidas, los derechos humanos, el desarme y la política exterior mexicana. Actualmente es articulista del Periódico La Jornada. Además, ha impartido cátedra en la Universidad Nacional Autónoma de México, el Instituto Tecnológico Autónomo de México y la Universidad Iberoamericana.
El 4 de febrero de 2008, en un artículo del periódico El Universal, fue implicado como partícipe en el caso de espionaje Cubano que llevó a cabo Castañeda Gutman.

## Publicaciones
- García Robles, Alfonso y Marín Bosch, Miguel. Terminología usual en las relaciones internacionales: I Organismos Internacionales (SRE, 1976)
- Marín Bosch, Miguel. Alfonso García Robles México, Nobel de la Paz (SEP Cultura / SRE, 1984)
- Marín Bosch, Miguel. Votos Y Vetos En La Asamblea General De Las Naciones Unidas (FCE, 2004)
- Marín Bosch, Miguel. «Un sabático en el Consulado de México en Barcelona», en David Jorge (coord.): Tan lejos, tan cerca: Miradas contemporáneas entre España y América Latina (Tirant lo Blanch, 2018)